# Museo Marc Sleen

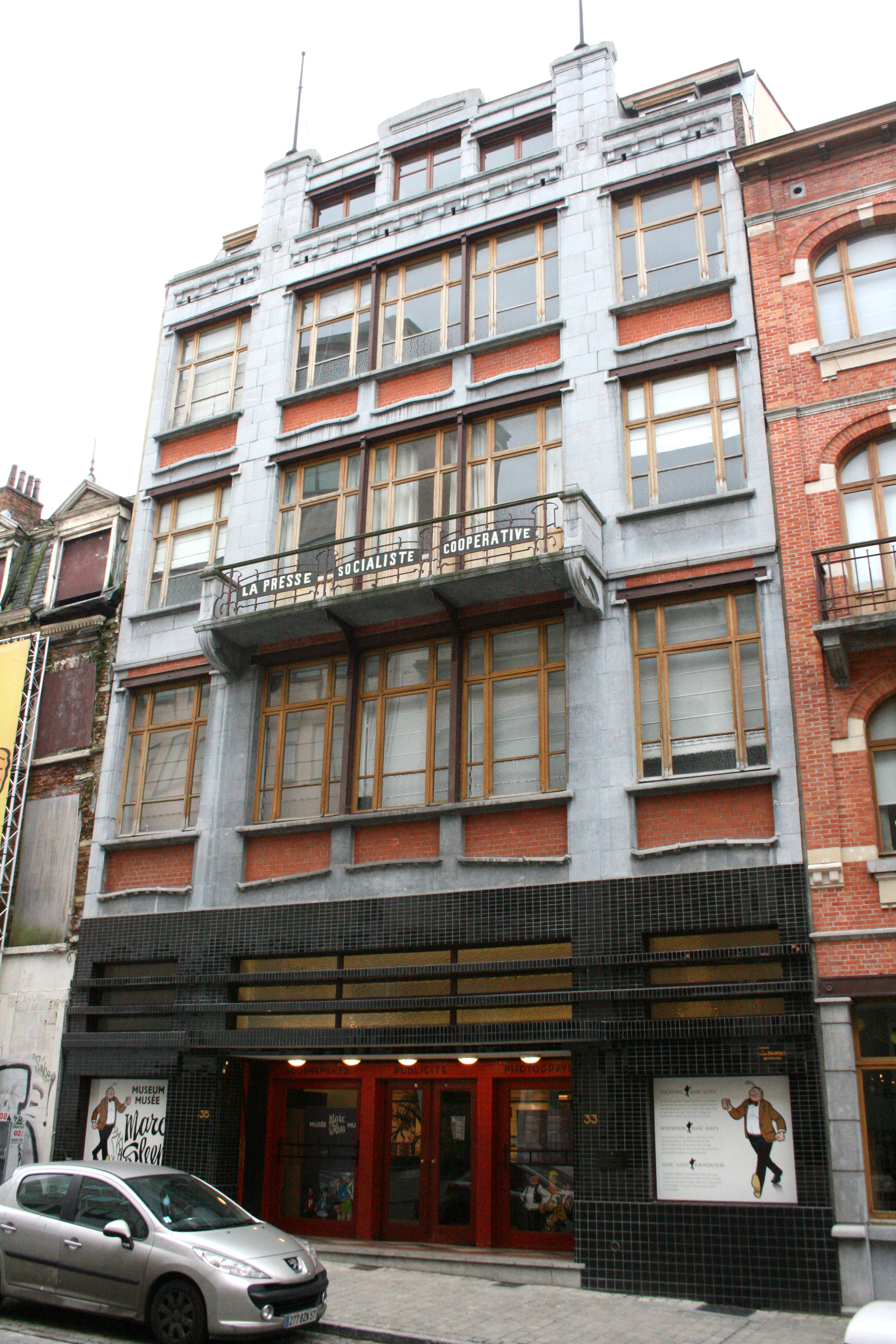
Museo Marc Sleen

Il Museo Marc Sleen è un museo a Bruxelles, in Belgio, dedicato al lavoro dell'artista di fumetti belga Marc Sleen, noto per le sue serie Le Avventure di Nero (dall'inglese: The Adventures of Nero), Piet Fluwijn en Bolleke e De Lustige Kapoentjes. Si trova di fronte al Belgian Comic Strip Center in rue des Sables/Zandstraat 33–35, ed è servito dalla stazione ferroviaria di Bruxelles-Congrès.

## Storia
Il 19 giugno 2009 il Museo Marc Sleen è stato aperto al pubblico, con la presenza di Marc Sleen e del Re Alberto II del Belgio. Il re era un fan di Nero fin da giovane e sia lui che suo fratello Baudouin di Belgio impararono l'olandese leggendo Nero.
La posizione è simbolica dal momento che Marc Sleen cominciò la sua carriera da fumettista nel 1947 mentre lavorava per il giornale De Nieuwe Gids, e il suo l'ufficio si trovava in Zandstraat. L'edificio originale fu progettato dall'architetto Fernand Brunfaut e suo figlio Maxime Brunfaut.